# تپه گورستان کهنه چنگور
تپه قبرستان کهنه چنگور مربوط به دوران‌های تاریخی پس از اسلام است و در شهرستان خدابنده، بخش سجاسرود، روستای چنگور واقع شده و این اثر در تاریخ ۷ مهر ۱۳۸۱ با شمارهٔ ثبت ۶۳۸۶ به‌عنوان یکی از آثار ملی ایران به ثبت رسیده است.